# Staufenberg (Baixa Saxônia)
Staufenberg é um município da Alemanha localizado no distrito de Göttingen, estado de Baixa Saxônia.